# Liseby Elysé
Pour les articles homonymes, voir Elysé et Bertrand.
Liseby Elysé, née Liseby Bertrand le 24 juillet 1953 à Peros Banhos (actuel Territoire britannique de l'océan Indien), est une militante chagossienne de nationalité mauricienne. Membre du Groupe Réfugiés Chagos, elle témoigne en 2019 devant la Cour internationale de justice, dans l'affaire qui oppose Maurice et le Royaume-Uni à propos de la souveraineté sur l'archipel des Chagos.

## Biographie

### Jeunesse aux Chagos et vie à Maurice
Liseby Bertrand est née le 24 juillet 1953 sur l'île du Coin, la plus peuplée de l'atoll de Peros Banhos, dans l'archipel des Chagos. Les Chagos sont alors sous souveraineté britannique et administrées depuis la colonie de Maurice.
Comme la majorité des Chagossiens, elle est descendante d'esclaves amenés aux Chagos depuis la côte africaine. Son père, Charles Bertrand, est né en 1917 sur l'atoll de Six Îles, plus au sud dans l'archipel des Chagos. Il était boulanger pour l'entreprise exploitante des plantations de cocotiers de l'archipel. Sa mère, Marcelle Antalika, née dans les années 1930 sur l'île du Coin, travaillait à la préparation du coprah (la chair séchée de la noix de coco) pour la plantation, mais elle meurt quand Liseby avait sept ans. Liseby a cinq frères et une sœur. Ses grands-parents sont aussi nés aux Chagos. La famille Bertrand est catholique pratiquante et parle le créole chagossien, proche du créole mauricien. En 1972, elle épouse France Elysé, à Peros Banhos.
Elle ne va à l'école que quelques années, car l'administration britannique la ferme lorsque Liseby a neuf ans. Elle n'a jamais appris à lire ni à écrire. Aux Chagos, elle travaille d'abord comme nourrice, pour les enfants de l'administrateur de l'archipel.
Le 27 avril 1973, elle est expulsée des Chagos de force par l'administration britannique vers l'île Maurice, en même temps que les quatre cent habitants de Peros Banhos, les derniers de tout l'archipel. Elle est alors enceinte de son premier enfant. Elle raconte :

« On nous a dit de tout laisser. On n'a pas eu le droit d'emmener nos chiens. On n'avait le droit qu'a une malle par personne, qu'on a remplie avec tout ce qui comptait le plus pour nous. »

Les conditions du voyage en bateau sont exécrables, et Liseby fait une fausse couche peu après l'arrivée. Selon elle, c'est à cause du traumatisme et du chagrin dû au voyage.
À Maurice, les Chagossiens sont installés par le gouvernement mauricien dans des immeubles vides aux abords de Port-Louis, à l'origine sans portes et sans fenêtres. Liseby travaille ensuite comme commerçante puis comme domestique. Elle a six enfants.
Entre 1978 et 1984, Liseby Elysé reçoit 57 500 roupies de la part du gouvernement britannique à titre de dédommagement, soit l’équivalent d’un peu moins de 4 000 livres britanniques de l’époque. Cet argent a été versé en l’échange de la signature d’un document indiquant la renonciation à toute réclamation contre le gouvernement du Royaume-Uni à la suite de la déportation depuis les Chagos. A l’instar de nombreux Chagossiens, ne sachant ni lire ni écrire, Liseby signe avec l’empreinte de son pouce, sans comprendre la réelle portée du document. En 2006, elle participe à la première visite aux Chagos, organisée par les autorités britanniques, et passe quelques heures à Peros Banhos.

### Militante de la cause chagossienne
Elle s’engage avec le Groupe Réfugiés Chagos, l’une des organisations représentant le peuple chagossien, à l’occasion de ces visites aux Chagos.
En 2018, alors que Maurice saisit la Cour internationale de justice face au Royaume-Uni à propos de la souveraineté sur les Chagos, Liseby Elysé fait partie des cinq Chagossiens à témoigner par écrit de son histoire, à la demande de la partie mauricienne. Parmi eux, Liseby Elysé est choisie pour témoigner oralement devant la cour. Mais ne pouvant lire un texte écrit à l’avance, elle le fait au moyen d’une vidéo pré-enregistrée, mais est tout de même présente à l’audience à La Haye en septembre 2018, parmi la délégation mauricienne. Le 25 février 2019, la Cour rend sa décision dans son avis consultatif, et reconnaît d’une part l’expulsion forcée des Chagossiens, et requiert d’autre part la fin de l’administration britannique des Chagos dans le but de mettre fin à la décolonisation. Le 22 mai 2019, l’Assemblée générale des Nations Unies se saisit de cet avis consultatif et soumet au vote une résolution réclamant le retour de la souveraineté mauricienne sur les Chagos, et la réinstallation des Chagossiens dans leur archipel. La résolution est adoptée par 116 voix pour et 6 contre, mais jamais appliquée par le Royaume-Uni.
En février 2022, Liseby participe avec quatre autres Chagossiens à un nouveau voyage à destination des atolls septentrionaux des Chagos, Peros Banhos, Salomon, et le récif Blenheim, mais organisé pour la première fois par les autorités mauriciennes. Le voyage, qui comprend la présence de scientifiques, doit permettre de délimiter la frontière maritime entre Maurice et les Maldives, mais également de débarquer à Peros Banhos et Salomon et y planter un drapeau mauricien.
Elle est le personnage central du livre La Dernière Colonie, de Philippe Sands, paru à l'été 2022. L'écrivain et avocat international, engagé au sein de la délégation mauricienne, y raconte l'histoire et le combat des Chagossiens jusqu'à la Cour internationale de justice, à travers la vie de Liseby Elysé.

## Distinctions
En mars 2019, Liseby Elysé devient membre de l’Ordre de l’Etoile et de la Clé de l’océan Indien de la République de Maurice à la suite de son témoignage devant la Cour internationale de justice. Fin 2022, lors de la journée internationale des droits humains, elle est faite citoyenne d’honneur de la ville de Lyon. En 2023, elle est nommée pour le Prix Nobel de la Paix, conjointement avec le président du Groupe Réfugiés Chagos Olivier Bancoult.